# Cyclone
Cyclone é um filme brasileiro de drama de 2025 dirigido por Flávia Castro. A idéia do filme surgiu de um projeto de Luíza Mariani, que já viveu a personagem no teatro e ajudou a escrever o roteiro para o cinema, assinado por Rita Piffer. Produzido pela Muiraquitã Filmes e Mar Filmes em parceria com a VideoFilmes, teve sua estreia mundial no 27º Shanghai International Film Festival em 17 de junho de 2025, na China, onde competiu pelo Golden Goblet (Cálice de Ouro). O filme, livremente inspirado em “O Perfeito Cozinheiro das Almas Deste Mundo”, obra de Oswald de Andrade, e no texto “Neve na Manhã de São Paulo”, de José Roberto Walker, é estrelado por Luíza Mariani, Eduardo Moscovis, Karine Teles, Luciana Paes, Magali Biff, Ricardo Teodoro, Helena Albergaria e Rogério Brito.

## Sinopse
São Paulo, 1919. Desafiando todas as regras, Dayse, uma jovem operária e dramaturga, conquista uma cobiçada bolsa para estudar teatro em Paris, mas logo descobre que o maior obstáculo para realizar seu sonho, é ter nascido em um mundo onde as mulheres sequer são donas do próprio corpo.

## Elenco
| Ator/Atriz        | Personagem             |
| ----------------- | ---------------------- |
| Luíza Mariani     | Cyclone (Dayse Castro) |
| Eduardo Moscovis  | Heitor Gamba           |
| Karine Teles      | Marie                  |
| Luciana Paes      | Lia                    |
| Magali Biff       | Ada                    |
| Ricardo Teodoro   | Paco                   |
| Helena Albergaria | Tatiana                |
| Rogério Brito     | Rodrigues              |

## Prêmios e Indicações
| Ano  | Cerimônia                                | Categoria        | Indicado | Resultado | Ref   |
| ---- | ---------------------------------------- | ---------------- | -------- | --------- | ----- |
| 2025 | 27º Shanghai International Film Festival | Golden Goblet    | Cyclone  | Indicado  | [ 4 ] |
| 2025 | 42º Filmfest München 2025                | CineRebels Award | Cyclone  | Indicado  | [ 7 ] |